# Burg Le Coudray-Montpensier

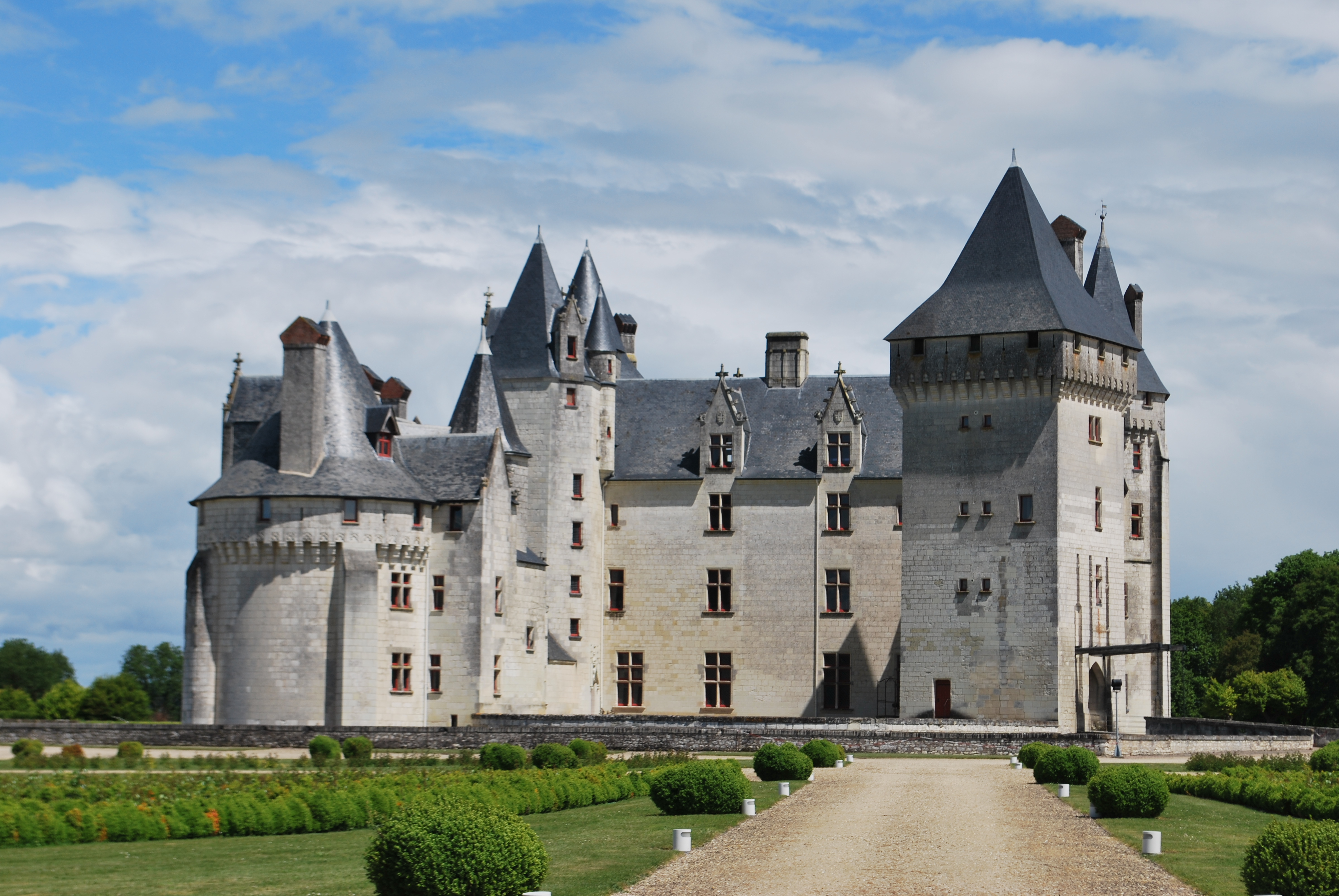
Burg Le Coudray-Montpensier

Die Burg Le Coudray-Montpensier, eine alte Châtellenie, die zu Montsoreau gehörte, liegt an der Straße, die Chinon mit Seuilly verbindet, eingebettet zwischen Feldern und Weinbergen. Die Geschichte von Le Coudray-Montpensier reicht bis ins 11. Jahrhundert zurück. Das Anwesen war nacheinander im Besitz verschiedener Adelsfamilien und -linien: die Montsoreau, die ersten nachgewiesenen Herren, die Marmande, die Sainte Maure, die Artois, die Bournan, die Bourbon, die Escoubleau, die de Vallière und schließlich die Familie Lamote-Baracé.
Die heutige Burg wurde im 14. Jahrhundert errichtet und im 15. Jahrhundert erheblich verschönert. Im 18. Jahrhundert legte der Architekt Anjubault die drei Terrassen des Gartens nördlich der Burg an. Die Burg wurde zu einem Ort für Hotels, Restaurants und Empfänge.
Die Burg wurde durch die Erlasse vom 17. Februar 1995 und 21. Januar 1991 teilweise in die Liste der historischen Monumente aufgenommen.

## Geschichte der Burg Le Coudray-Montpensier
Le Coudray-Montpensier ist eine alte Burg, deren Bedeutung auf zwei Faktoren zurückzuführen ist. Einerseits durch ihre Nähe zu Chinon, andererseits aber auch durch die Macht und das Prestige der Familien, die diese Ländereien besaßen und die sich über mehrere Jahrhunderte hinweg abwechselten.

### Die Herrschaft von Le Coudray-Montpensier von den Anfängen bis zum 14. Jahrhundert
Der Chevalier Guillaume de Montsoreau ist der erste bekannte Herr von Le Coudray am Ende des 11. Jahrhunderts (1090). Er ist auch der Gründer der Abtei von Seuilly. Die Ländereien von Le Coudray blieben bis zum Beginn des 13. Jahrhunderts im Besitz der Montsoreau. Dann gingen sie in den Besitz der Familie Marmande (in der Touraine) über, der wir die Kapelle von Le Coudray verdanken. Philippe de Marmande, die Tochter von Guillaume de Marmande, dem neunten Herrn von Le Coudray, heiratete Ende des 13. Jahrhunderts Hugues de Brisay und übertrug ihm Le Coudray für kurze Zeit. Da sie kinderlos starb, ging das Land über Mahaut de Marmande, eine mit Pierre de Sainte-Maure verheiratete Verwandte, bis in die erste Hälfte des 14. Jahrhunderts in den Besitz der Familie Sainte-Maure über.

### Zwei große Familien: die Bournan und die Bourbonen, 15. bis 16. Jahrhundert
Ende des 14. Jahrhunderts ging Le Coudray in den Besitz von Ludwig I. von Anjou, Herzog von Touraine und Anjou, Titularkönig von Sizilien und Jerusalem, über. 1399 bekam seine Witwe Marie de Châtillon, Tochter von Charles de Blois, Herzog der Bretagne, und Jeanne de Bretagne, das Gut Le Coudray, das sie gegen eine Rente an Pierre de Bournan weitergab.
Die Familie de Bournan, mit Pierre und seinem Sohn Louis, ist den Quellen zufolge die erste Familie, die Bauarbeiten an der Burg unternimmt, die anfangs nur „eine einfache, von Gräben und Holzzäunen umgebene Behausung“ war. Die Bournans wären somit die Urheber der ersten Bauarbeiten an der Burg, die im Jahr 1401 begannen und fast vierzig Jahre lang andauerten. An der Stelle des alten Herrenhauses wurde damals das Hauptgebäude errichtet, das aus drei Türmen bestand. Jeanne d’Arc hielt sich Anfang 1429 einige Zeit hier auf, bevor sie Karl VII. in Chinon zum ersten Mal traf.
In den 1470er Jahren tauschte Louis de Bournan das Land Le Coudray gegen das Land Merville mit Louis, Bâtard de Bourbon, dem natürlichen Sohn von Charles I. de Bourbon und Jeanne de Bournan. 1463 legitimiert, heiratete er Jeanne, Bâtarde de France, die unehelichen Tochter Ludwigs XI., die er wohl aus seiner Affären mit Phélise Regnard hatte. Durch den Erwerb der Burg Montpensier von Jacques de Bournan wurde Louis zum Herrn von Coudray-Montpensier. Zunächst ließ Louis Arbeiten an der Burg Montpensier durchführen, deren architektonische Merkmale die Verschönerung der Burg Coudray ab den 1480er Jahren inspiriert hatten. Es wurden die gleichen Materialien (Tuffstein, der in der Region reichlich vorhanden war) und die gleichen architektonischen Merkmale (Maschikulikrone an beiden Gebäuden) verwendet. Louis de Bourbon starb Anfang 1487 und ließ die Arbeiten zur Verschönerung der Burg unvollendet. Jeanne erbte das Anwesen und begann mit der Fortsetzung der Bauarbeiten, die in dem erhalten gebliebenen Rechnungsbuch erwähnt werden.

### Die Burg  von der Neuzeit bis heute
Nach dem Tod von Jeanne de France erbt Suzanne de Bourbon, ihre älteste Tochter, Le Coudray-Montpensier und verkauft es an Guillaume Poyet, den Kanzler von Frankreich. Da er 1542 wegen Veruntreuung öffentlicher Gelder inhaftiert, angeklagt und 1545 verurteilt wurde, wurden seine Güter von Franz I. beschlagnahmt, der sie an Jean d'Escoubleau, seinen Berater, weitergab.
Die Ländereien von Le Coudray-Montpensier blieben bis in die 1710er Jahre im Besitz der Familie Escoubleau. Zu diesem Zeitpunkt verkaufte Henri-François du Bouex, ein Cousin ersten Grades von Paul-François-Benoît d'Escoubleau, die Ländereien an Henri de Vallière. Da Henri de Vallière keine Kinder hatte, vermachte er Le Coudray-Montpensier seinem Großneffen Philippe-Claude-René, Graf von La Motte-Baracé. Le Coudray-Montpensier blieb bis 1908 im Besitz dieser Familie.
Im Jahr 2005 wurde die Burg von Christian Feray gekauft, der sich zum Ziel gesetzt hatte, „die Burg wieder zu einem Adelshaus zu machen“. Nach zahlreichen Renovierungskampagnen ist sie seit 2016 für die Öffentlichkeit geschlossen.

## Bau und Architektur der Burg
In ihrer Architektur weist die Burg die defensiven Merkmale einer mittelalterlichen Festung auf. Sie ist von einem heute trockenen Wassergraben umgeben und verfügt über eine Zugbrücke, die Zugang zum Hof bietet.

### Gesamtansicht der Burg
Die Burg besteht aus drei Baukörpern, die alle mit Schieferdächern gedeckt und in einem viereckigen Hof angeordnet sind: Der Südflügel umfasst das Eingangstor, im Osten befindet sich das Haupthaus und im Norden der untere Flügel, der an den Treppenturm mit polygonalem Grundriss angrenzend an das Haupthaus angebaut ist. An den drei Ecken befinden sich Türme, die von Strebepfeilern und einem Wehrgang mit Maschikulis flankiert werden. Diese drei Türme sind nicht identisch. Der nordöstliche und der nordwestliche Turm unterscheiden sich in ihrer Größe.
Mitte des 13. Jahrhunderts wird in den Quellen ein erstes befestigtes Haus der Marmande erwähnt, das aus einem Donjon bestand. Der Bau der Burg wird mit Pierre und Louis de Bournan in Verbindung gebracht. Nachdem Louis Bâtard de Bourbon das Anwesen Montpensier mit dem von Le Coudray vereint hatte, begann er 1481 mit weiteren Bauarbeiten. Nach seinem Tod Anfang 1487 setzte seine Frau Jeanne de France die Verschönerungsarbeiten an der Burg fort.
Ab dem 18. Jahrhundert wurde eine Reihe von Gebäuden hinzugefügt: die Ställe, der Brunnen, ein weiteres Gebäude in der Verlängerung der Ställe, weitere von der Burg abgetrennte Gebäude und die Gärten.

### Die ersten Bournan-Bauten
Die ersten von Pierre de Bournan in Auftrag gegebenen Bauarbeiten sollen aus dem Jahr 1401 stammen und vierzig Jahre lang fortgeführt worden sein. Die Bournans sollen für den Bau des hinteren Hauptflügels und des winkelförmigen Hauptgebäudes im Süden, in dem sich der alte Eingang mit Zugbrücke öffnet, sowie für einen Teil des Nordflügels verantwortlich sein.

### Die Organisation der Bauarbeiten
Louis de Bourbon, ein großer Kunstliebhaber, wollte im Zuge der Fortsetzung der Arbeiten an der Burg Montsoreau auch die Burg Le Coudray verschönern, wobei er dieselben Materialien (weißer Tuffstein) verwendete und die gleichen architektonischen Merkmale anwandte.
Zwar fehlen die Unterlagen für die ersten Jahre der Bauarbeiten, doch die Baukonten der Jahre 1489 bis 1492 geben Auskunft über die Tätigkeit der Arbeitskräfte auf der Baustelle der Burg. Sie belegen die Anwesenheit von Arbeitern, Maurern, Zimmerleuten und Dachdeckern auf der Burg. Mittelalterliche Baustellen umfassten eine große Anzahl von Handwerkern mit unterschiedlichen Fähigkeiten. Auf der Baustelle der Burg Le Coudray-Montpensier zählte man fast 1000 qualifizierte Arbeitskräfte, die im Laufe der drei Jahre mehr oder weniger regelmäßig angestellt waren. Die Arbeiter werden nach zwei Verfahren entlohnt: entweder durch einen Pauschalbetrag für sogenannte Akkordarbeit oder durch einen  Lohn pro Tag oder pro Woche. Sie konnten auch einen finanziellen Ausgleich für ihre Reise erhalten oder auch ihre Verpflegung und ihr Material gestellt bekommen.
Zu den Handwerkern, die man am häufigsten auf dieser Baustelle antrifft, gehören Steinmetze und Maurer. In mittelalterlichen Texten werden die beiden Gewerke oft verwechselt, da ihre Aufgaben recht ähnlich waren und auf mittelalterlichen Baustellen eine Vielseitigkeit bei den damaligen Bauhandwerkern sehr häufig anzutreffen ist.
Die Arbeit der Steinmetze, die in mittelalterlichen Quellen auch als Perrier bezeichnet werden, besteht darin, den Stein entweder auf mehr oder weniger weit entfernten Waldlichtungen oder auf der Baustelle selbst zu gewinnen und ihm seine Form für die Arbeit der Maurer zu geben. Diese sind größtenteils freie und ungebundene Männer, die vom Baumeister, der die Baustelle leitet, nach ihren Fähigkeiten rekrutiert werden. Während der Bauarbeiten in Le Coudray-Montpensier waren zwischen 430 und 500 Männer mit dem Be- und Verarbeiten von Steinen beschäftigt. Zu Beginn des 15. Jahrhunderts kann man feststellen, dass die Steinmetze mehr Lohn erhielten als die Maurer.
Jehan Pourmène, der Baumeister, Guillaume Bretault und Mexme Boucher wurden ab 1489 für die Ausführung von Maurerarbeiten erwähnt. Steinmetze waren 1490 anwesend. Im Jahr 1491 werden Arbeiter für das Mauerwerk des oberen Teils des Turms und der Garde-robe angeheuert. Am Ende desselben Jahres stellen Zimmerleute und Dachdecker das Dach des großen Turms und des Gebäudes her.
Die Arbeitsrhythmen der Männer waren im Mittelalter sehr kontrastreich. Ihre Arbeit und die Baustellen werden in Abhängigkeit von mehreren Faktoren unterbrochen: Religiöse Feiertage und Sonntage waren arbeitsfreie Tage, was die Zahl der Arbeitstage auf etwa 200 reduzieren, die Wetterbedingungen sowie die Versorgung mit Materialien und der Arbeitskräfte waren ein weiterer Faktor. Die Untersuchung der Baukonten zeigt, dass im Jahr 1489 rund 145 Tage gearbeitet wurde, während es im Jahr 1490 196 Tage waren. Der Sommer wurde oft für die Durchführung der meisten zahlreiche Arbeiten bevorzugt, da die klimatischen Bedingungen günstiger im Vergleich zum Winter waren, der eher eine Nebensaison ist, wie man an der Baustelle der Burg Le Coudray-Montpensier feststellen kann.